# Гаутьер, Валентин
Валенти́н Гаутье́р Пере́йра Браси́ль (исп. Valentín Gauthier Pereira Brasil; род. 8 августа 2003, Сальто) — уругвайский футболист, защитник клуба «Пеньяроль».

## Клубная карьера
Эррера — воспитанник клуба «Хувентуд Лас-Пьедрас». 14 июля 2022 года в поединке Кубка Уругвая против «Альто Перу» Валентин дебютировал за основной состав. 6 августа в матче против «Прогресо» он дебютировал в уругвайской Сегунде. 25 августа в поединке против «Серро» Валентин забил свой первый гол за «Хувентуд Лас-Пьедрас». В 2024 году игрок помог клубу выйти в элиту. 1 февраля 2025 года в матче против «Серро Ларго» он дебютировал в уругвайской Примере.
Летом 2025 года Гаутьер перешёл в мексиканский «Леон».

## Международная карьера
В 2023 году в составе молодёжной сборной Уругвая Гаутьер принял участие в молодёжном чемпионате Южной Америки в Колумбии. На турнире он сыграл в матчах против сборных Колумбии, Парагвая, Бразилии, Эквадора, а также дважды Венесуэлы.